# Wilhelm von Seldeneck
Wilhelm von Seldeneck, vollständiger Name Wilhelm Rudolf Freiherr von Seldeneck, (* 18. März 1849 in Mühlburg bei Karlsruhe; † 3. März 1925 in Karlsruhe) war ein deutscher Unternehmer.

## Familie
Wilhelm von Seldeneck war das einzige Kind des badischen Kammerherrn Wilhelm von Seldeneck (* 15. September 1823 in Karlsruhe; † 10. Dezember 1863 ebenda) und dessen Ehefrau Jenny (* 27. Oktober 1829 in Basel; † 19. Oktober 1851), Tochter von Johann Rudolf Forcart. In zweiter Ehe war sein Vater mit Julie (* 1. April 1841 in Koblenz; † 16. März 1918 in Karlsruhe), Tochter des Juristen Bernhard Brand von Lindau, verheiratet. Seine Stiefschwestern waren:
- Luise von Seldeneck (* 19. März 1862 in Neukirch; † 11. November 1939 ebenda), verheiratet mit Siegfried Freiherr von Zedlitz und Neukirch (* 3. April 1852 in Tiefhartmannsdorf; † 22. August 1922 in Liegnitz)
- Helene von Seldeneck (* 7. Oktober 1863 in Karlsruhe; † 13. Juli 1938 in Köln), verheiratet mit Max von Fabeck (* 6. Mai 1854; † 16. Dezember 1916), Kommandierender General des XIII. Armee-Korps im Ersten Weltkrieg

Sein Ururgroßvater war Wilhelm Ludwig von Baden-Durlach, der jüngere Bruder des badischen Großherzogs Karl Friedrich. Der fast gleichaltrige Diplomat Wilhelm von Seldeneck war ein Cousin ersten Grades des oben genannten Wilhelm von Seldeneck (1823–1863).
Wilhelm von Seldeneck heiratete 1872 Emma Helene Anna (* 23. Januar 1851 in Straßburg; † 2. März 1914), Tochter des badischen Juristen und Politikers Karl Rüdt von Collenberg-Bödigheim (1813–1891); gemeinsam hatten sie sechs Kinder:
- Jenny von Seldeneck (* 2. April 1873 in Karlsruhe; † 1. März 1944 in Potsdam), verheiratet mit Karl von Borcke (1866–1945)
- Elsa von Seldeneck (* 14. Februar 1875 in Karlsruhe; † 11. Dezember 1941 in Bollschweil), verheiratet mit Max von Holzing-Berstett (1867–1936), preußischer Generalmajor, gemeinsame Tochter war die Schriftstellerin Marie Luise Kaschnitz
- Wilhelm von Seldeneck (* 29. Mai 1876 in Karlsruhe; † 30. August 1876 ebenda)
- Hans Wilhelm von Seldeneck (* 25. Februar 1878 in Karlsruhe; † 1934 auf dem Gut Höllhof in Reichenbach), Gutsbesitzer, verheiratet in erster Ehe mit Josephina Helena Auguste geb. Horstmann (* 24. November 1885 in Rotterdam; † 21. November 1970 in Den Haag) und in zweiter Ehe mit Claudia geb. Luschka (* 5. April 1891 in Karlsruhe; † 27. April 1965 ebenda)
- Hertha von Seldeneck (* 6. August 1881 in Karlsruhe; † 4. Februar 1963 ebenda), verheiratet mit Louis Jay (* 3. März 1862 in Clifton; † 14. März 1933 in Orselina)
- Rolf von Seldeneck (* 3. Dezember 1890 in Karlsruhe; † 24. Januar 1917 in Kurland), fiel als Soldat im Ersten Weltkrieg

## Leben
1863 starb sein Vater und er erhielt darauf seine weitere Erziehung bei Verwandten der leiblichen Mutter in Basel sowie im Karlsruher Kadettenkorps. 1869 trat er in die badische Kavallerie ein und wurde im darauffolgenden Jahr zum Gefreiten und kurz darauf zum Vizewachtmeister befördert. Er nahm als Secondelieutnant der Reserve im 2. Dragoner-Regiment, später im 1. Leibdragoner-Regiment am Deutsch-Französischen Krieg 1870/1871 teil.
Nach dem Ende seiner Militärzeit übernahm er die Leitung der von der Familie seit 1770 in Mühlburg betriebenen Seldeneck’schen Brauerei. Ende des 19. Jahrhunderts erwarb er mehrere Höfe, u. a. auch den Höllhof bei Gengenbach, womit auch die auf diesen Höfen ruhenden Brennrechte auf den neuen Besitzer übergingen, dazu forcierte er die Bierlieferung nach Elsaß-Lothringen und Frankreich und trug damit zu einem wesentlichen Teil dazu bei, dass Karlsruhe Anfang des 20. Jahrhunderts nach München und Dortmund die drittgrößte Bier produzierende Stadt in Deutschland wurde. Durch die Umwandlung des Unternehmens 1900 in die Mühlburger Brauerei AG und durch weitere technische Innovationen gelang es ihm, die Zukunft des Unternehmens in der Zeit der Konkurrenzkämpfe zwischen den Karlsruher Großbrauereien zu sichern; so baute er vor allem die Branntweinherstellung aus.
Als nach dem Ende des Ersten Weltkriegs durch die Bestimmungen des Versailler Vertrags ein Exportverbot für Bier nach Frankreich in Kraft trat, führte dies zum wirtschaftlichen Niedergang der Mühlburger Brauerei AG, worauf er den Betrieb 1920 an die Sinner AG verkaufte; er saß bis zu seinem Tod in deren Aufsichtsrat.
In den Gebäuden der ehemaligen Seldeneck’schen Brauerei in Mühlburg befindet sich heute das Kulturzentrum Tempel.
Er betätigte sich sowohl unternehmerisch als auch gemeinnützig und stiftete Karlsruhe 1909 den Siegfriedbrunnen in der Weststadt auf dem ehemaligen Stammgut seiner Familie.
Zum Zeitpunkt seines Todes war er Großherzoglich Badischer Kammerherr, Oberschlosshauptmann und Oberjägermeister.

## Trivia
Freiherr von Seldeneck wird noch heute als Bierbrand vertrieben.

## Mitgliedschaften
Wilhelm von Seldeneck war Mitglied in der Badischen Vereinigung zur Förderung des Rheinkanals. Ziel der Vereinigung war der Bau eines rechtsrheinischen Seitenkanals am Oberrhein. Zu einer Ausführung kam es nicht.